# Национално знаме на Френска Полинезия
Националното знаме на Френска Полинезия е прието на 4 декември 1984 година. Знамето е в хоризонтално червено-бяло-червено, а цветовете са заимствани от историческите таитянски знамена. В средата се намира герба на Франция, който се състои от катамаран, над който има диск с море и слънце.